# Big (álbum)
Big —en español: Grande— es el cuarto álbum de estudio de la artista americana Macy Gray, publicado en los Estados Unidos el 27 de marzo de 2007 por Geffen Records. Es el primer álbum de estudio de Gray en cuatro años.
Siguiendo su publicación, el álbum debutó y alcanzó la trigésimo novena posición en la Billboard 200 de EE. UU., vendiendo cerca de 23 000 copias en su primera semana. Pese a no contener una Parental Advisory real advirtiendo en algún lugar del artwork o del embalaje, el álbum presenta varios improperios fuertes.
Se publicaron dos sencillos del álbum, el primer sencillo internacional «Finally Made Me Happy», un dueto con Natalie Cole, y el sencillo norteamericano «Shoo Be Doo». «What I Gotta Do» fue incluido en la banda sonora de Shrek tercero. También se presentó música de este álbum en la reunión de la primera temporada de I Love New York. La portada del álbum fue extensamente ilustrada en los anuncios del iPhone de Apple y presentada en las primeras cajas del iPod Touch.

## Lista de canciones
| N.º | Título                                           | Escritor(es) | Productor(es)                  | Duración |  |
| 1.  | «Finally Made Me Happy» (con Natalie Cole)       | Natalie Hinds, Teedra Moses, Cassandra O'Neil, Justin Meldal-Johnson, Victor Indrizzo | Macy Gray, will.i.am, Ron Fair | 4:02     |  |
| 2.  | «Shoo Be Doo»                                    | Hinds, Jared Gosselin, Phillip White, Meldal-Johnson, Printz Board, Mary Brown, Jessyca Wilson                                                                                            | Gosselin, White, Fair          | 4:04     |  |
| 3.  | «What I Gotta Do»                                | Hinds, Caleb Speir, Jeremy Ruzumna, Josh Lopez, Jason Villaroman | Gosselin, White, Fair          | 3:08     |  |
| 4.  | «Okay»                                           | Hinds, Will Adams, Justin Timberlake, Speir | Jawbreakers                    | 4:09     |  |
| 5.  | «Glad You're Here» (con Fergie)                  | Hinds, Joe Solo, O'Neil, Meldal-Johnson, Trevor Lawrence | will.i.am, Fair                | 2:54     |  |
| 6.  | «Ghetto Love»                                    | Hinds, Adams, Moses, Mike Shapiro, James Brown, Betty Jean Newsome | will.i.am                      | 3:08     |  |
| 7.  | «One for Me»                                     | Hinds, Meldal-Johnson, Steve Smith, Mike Farrell, Johnny Mercer | will.i.am, Fair                | 4:09     |  |
| 8.  | «Strange Behavior»                               | Hinds, Farrell, Speir, Shapiro | Gray, will.i.am                | 3:35     |  |
| 9.  | «Slowly»                                         | Hinds, Gosselin, White, Meldal-Johnson, George Pajon Jr. | Fair                           | 3:54     |  |
| 10. | «Get Out» (con Justin Timberlake)                | Hinds, Timberlake, Speir, Shapiro, Allen Toussaint | Jawbreakers                    | 4:01     |  |
| 11. | «Treat Me Like Your Money» (featuring will.i.am) | Hinds, Meldal-Johnson, Adams, Jean Baptiste, Anthony Tidd, Melvin J. Lewis, Michael Matthews, Pete Burns, Mike Percy, Tim Lever, Steve Coy, Larry Smith, Joseph Simmons, Darryl McDaniels | will.i.am, Noiztrip            | 3:27     |  |
| 12. | «Everybody»                                      | Hinds, Printz Board, Pajon, Tim "Izo" Orindgreff | will.i.am                      | 3:16     |  |

| Bonus tracks internacionales |                                                     |                                               |                 |          |  |
| N.º                          | Título                                              | Escritor(es)                                  | Productor(es)   | Duración |  |
| 13.                          | «AEIOU»                                             | Gray, Moses, O'Neil, Meldal-Johnson           | Damon Elliott   | 3:15     |  |
| 14.                          | «Breakdown» (con Romika) (solo Reino Unido y Japón) | Gray, Gosselin, White, Speir, Josh Lopez      | Gosselin, White | 3:36     |  |
| 15.                          | «Me with You» (solo Japón)                          | Gray, Meldal-Johnson, Farrell, Kiilu Beckwith |                 | 4:01     |  |

| Bonus track de iTunes |           |          |  |
| N.º                   | Título    | Duración |  |
| 13.                   | «So Much» | 3:23     |  |

Créditos de muestra
- "Ghetto Love" contiene una muestra de "It's a Man's Man's Man's World" de James Brown.
- "One for Me" contiene una muestra de "Dream" de Frank Sinatra.
- "Get Out" contiene una muestra de "Get Out of My Life, Woman" escrita por Allen Toussaint.
- "Treat Me Like Your Money" contiene una muestra de "You Spin Me Round (Like a Record)" de Dead or Alive y "It's Like That" de Run-D.M.C.

## Posicionamiento
| Lista(2007)                     | Mejor posición |
| ------------------------------- | -------------- |
| Australian Urban Albums Chart   | 15             |
| Belgian Albums Chart (Flanders) | 63             |
| Czech Albums Chart              | 38             |
| Dutch Albums Chart              | 56             |
| Estonian Albums Chart           | 98             |
| European Top 100 Albums         | 99             |
| Finnish Albums Chart            | 28             |
| French Albums Chart             | 149            |
| Italian Albums Chart            | 33             |
| Japanese Albums Chart           | 54             |
| Swiss Albums Chart              | 38             |
| UK Albums Chart                 | 62             |
| US Billboard 200                | 39             |
| US Top R&B/Hip-Hop Albums       | 14             |

## Historial de publicación
| País           | Fecha               | Sello                                 |
| -------------- | ------------------- | ------------------------------------- |
| Japón          | 21 de marzo de 2007 | Universal Music                       |
| Países Bajos   | 22 de marzo de 2007 | Universal Music                       |
| Italia         | 23 de marzo de 2007 | Universal Music                       |
| Australia      | 24 de marzo de 2007 | Universal Music                       |
| Francia        | 26 de marzo de 2007 | Universal Music                       |
| Alemania       | 27 de marzo de 2007 | Universal Music                       |
| Estados Unidos | 27 de marzo de 2007 | will.i.am Music Group, Geffen Records |
| Reino Unido    | 2 de abril de 2007  | Polydor Records                       |

- Datos: Q1144243